# Jasmijn van Dijk
Jasmijn van Dijk (Amsterdam, 29 april) is een Nederlandse nieuwslezeres. Van Dijk leest sinds het starten van de eigen nieuwsdienst op 1 september 2003 bij 538 het nieuws voor. Sinds de start in 2004 is zij ook nieuwslezeres bij Juize.FM.

## Loopbaan
Van Dijk begint haar radioloopbaan als vrijwilliger bij Haarlem 105, later is ze te horen op Veronica FM als nieuwslezeres. Bij het radioprogramma Jensen in de Ochtend van Robert Jensen is ze de vaste nieuwslezer en wordt dikwijls bij het radioprogramma betrokken buiten de nieuwsblokken. Bij het overgaan van Veronica FM naar Yorin vertrekt Van Dijk en was officieel sinds 8 februari 2003 als freelancer aan de slag bij NOS Radionieuws en was dan voornamelijk 's nachts actief. Op 1 augustus 2003 stopte ze bij de NOS om daarna bij haar huidige werkgever aan de slag te gaan.

## Trivia
- Viel in als sidekick voor Froukje de Both vanaf september 2004 voor een half jaar in het programma Niels & Froukje.[2]
- Won in 2008 in de categorie 'Beste Nieuwslezer' de Radiobitches Award, een prijs voor vrouwelijke radiomakers.[3][7]
- Was een van de nieuwslezers tijdens de Radio 555 uitzendingen in 2005[2] en 2010.[8]